# トルニョン
トルニョン（フランス語: Torgnon）は、イタリア共和国ヴァッレ・ダオスタ州にある、人口約600人の基礎自治体（コムーネ）。

## 地理

### 位置・広がり

#### 隣接コムーネ
隣接するコムーネは以下の通り。
- アンテイ＝サンタンドレ
- ビオナ
- シャティヨン
- ニュス
- サン＝ドニ
- ヴァルトゥルナンシュ
- ヴェラーユ

## 行政

### 分離集落
トルニョンには、以下の分離集落（フラツィオーネ）がある。
- Berzin, Champagnod, Champeille, Chantorné, Chaté, Châtelard, Chatrian, Cheille, Chésod, Cortod, Étirol, Gombaz, Mazod, Mongnod(chef-lieu), Nozon, Pecou, Septumian, Triatel, Tuson, Valleil, Verney, Vesan Dessous, Vesan Dessus, les Roncs.